# JAC 리파인 S2
JAC 리파인 S2(영어: JAC Refine S2)는 JAC 자동차에서 2015년부터 생산 중인 SUV이다.